# TIGIT
TIGIT, pour « T cell immunoreceptor with Ig and ITIM domains » est une protéine, nommée en 2008, dont le gène est TIGIT situé sur le chromosome 16 humain.

## Rôles
Elle est fortement exprimée sur les cellules T CD4 +, les cellules T CD8 +, les cellules tueuses naturelles (NK), les cellules T régulatrices (Treg) et les lymphocytes infiltrant les tumeurs (TIL). TIGIT a été associé à l'épuisement des cellules NK in vivo et chez des personnes atteintes de divers cancers. Il module non seulement la survie des cellules NK, mais intervient également dans l'épuisement des cellules T. Elle module la sécrétion des cytokines par les cellules dendritiques.
Elle interagit principalement avec le ligand CD155 pour inhiber l'activité des cellules NK.
Des études semblent indiquer que les cellules NK et T intratumorales exprimaient plus de TIGIT que les cellules NK et T du sang périphérique, en faisant une cible médicamenteuse intéressante,.